# 墩阔坦乡
墩阔坦乡，是中华人民共和国新疆维吾尔自治区巴音郭楞蒙古自治州尉犁县下辖的一个乡镇级行政单位。

## 行政区划
墩阔坦乡下辖以下地区：
米尔沙里村、塔提里克村、阿吉托格拉克村、琼库勒村和霍尔加村。